# 2006年11月

## 11月30日
- 台风榴槤在菲律宾阿尔拜省登陆，已造成至少146人死亡。新华网（页面存档备份，存于）
- 日本眾議院通過《防衛廳升格防衛省案》，將送參院審議，料12月中本屆國會閉幕前獲核准，使防衛廳於明年1月正式升級為防衛省，防衛廳長官改稱防衛大臣。明報
- 印度经济：印度政府公布的统计数据显示，今年第三季度印度的国内生产总值比去年同期增长了9.2%。新华网 Archive.today的存檔，存档日期2013-04-28
- 美國總統喬治布殊在約旦首都安曼表示，只要伊國政府提出要求，美軍將持續駐守，直到「任務完成」。路透社
- 微软公司全球同期发布2007 Microsoft Office system、Windows Vista和Exchange Server 2007三大商用软件产品。太平洋电脑网（页面存档备份，存于）新浪网（页面存档备份，存于）搜狐（页面存档备份，存于）
- 法国阿尔卡特和美国朗讯正式合并，新组建的阿尔卡特-朗讯公司成为全球第二大电信设备企业。央视国际（页面存档备份，存于）
- 南非正式成為全球第五個、非洲第一個承認同性婚姻合法的國家。

## 11月29日
- 加拿大環保組織山巒法律防護基金會提出的報告說，美國和加拿大的城市每年將數十億加侖未經處理過的污水傾倒入五大湖，造成了部份湖岸必須關閉，也因過多的養分而導致水藻增生，並造成生物多樣性的損失。路透社
- 伊拉克研究小組的消息人士說，該小組已決定將建議美軍自明年起在伊拉克的角色從戰鬥過渡為支援性質，也建議撤出戰鬥部隊至伊拉克及該地區的基地內。路透社
- 英國內政部長和英航宣佈，警方發現兩架民航機遭輻射污染，估計搭乘過這些問題班機的乘客有三萬三千人。自由電子報東森新聞報（页面存档备份，存于）

## 11月28日
- 韓國韓星航空公司一架76座的客機，由首爾金浦機場起飛，在濟州國際機場降落時衝出跑道，造成包括機師在內的6人受傷。星島新华网
- 独联体国家元首理事会会议在白俄罗斯首都明斯克召开。新华网
- 教宗本篤十六世在一片爭議聲中到訪土耳其伊斯坦堡，向回教徒釋出善意。但是在到訪前，2萬5000名示威者在伊斯坦堡舉行反教宗集會。土耳其當局動員大批警力保護教宗。世界日報中央廣播電台BBC中文網（页面存档备份，存于）大紀元（页面存档备份，存于）東森新聞報（页面存档备份，存于）

## 11月27日
- 美国研究发现座头鲸具有与人相同的脑细胞。新华网
- 厄瓜多尔公布2006年厄瓜多尔总统选举结果，左翼“主权祖国联盟运动”总统候选人拉斐尔·科雷亚以68.28%的得票率领先。新浪网（页面存档备份，存于）
- 联合国秘书长科菲·安南称，鉴于目前的情况，伊拉克几乎可以被视为陷入内战。伊拉克總統塔拉巴尼希望伊朗能提供全面幫助，而伊朗總統馬哈茂德·艾哈邁迪內賈德同意全力助伊拉克實現穩定。新华社（页面存档备份，存于）東方網香港新浪網[永久]
- 加拿大國會以266票同意16票反對通過了總理哈珀的「魁北克是加拿大國中之國」動議，在統一的加拿大聯邦為前提下，承認魁北克省為加聯邦內的國家。過去魁北克省曾經在1980年和1995年分別舉行獨立公民投票，但均未能成功。內閣中唯一華裔閣員莊文浩因立場不一宣佈辭職。加拿大電視台（页面存档备份，存于）BBC新聞（页面存档备份，存于）中廣新聞網（页面存档备份，存于）多維新聞[]
- 根據歐盟執行委員會公布，垃圾電郵主要來自十二個國家或地區，其中美中法三國居三甲，美國約佔21.6%，其次是中國（包括香港）的13.4%；法國有6.3%；台灣排第十，有2%。路透社
- 伊朗一架军用飞机从德黑兰麦赫拉巴德机场起飞后不久坠毁，导致38人死亡，其中包括35名革命卫队成员。新华社（页面存档备份，存于）

## 11月26日
- 總統大選，在已點算的63%選票中，左派候選人科雷亞（Rafael Correa）得票56.9%，遙遙領先對手。科雷亞是委內瑞拉總統查維斯的盟友。路透社明報

- 現年70歲的意大利前總理貝盧斯科尼在發表演說時昏倒，在醫院的深切治療部接受心臟問題檢查。路透社

- 英國星期日電訊報委託ICM公司進行的民調顯示，英格蘭和蘇格蘭分別有59%和52%的民眾贊成蘇格蘭獨立。明報扬子晚报[]

- 中華民國選舉史上的首場「審議式電視政見辯論會」在公視舉行。由台北市長候選人民調前三名的國民黨郝龍斌、民進黨謝長廷和親民黨宋楚瑜三人對市民的提問作出論辯。聯合報[]

- 對於民進黨陳菊不拒絕陳水扁南下替她輔選，陳水扁南下高雄與市政府以及地方團體茶敘，並表示「連作夢都夢到來高雄輔選」。中時電子報[]

- 香港政黨民建聯主席馬力的辦事處開幕，特首曾蔭權到賀。馬力表示，民建聯的會員人數已達8200人，成為香港各黨派中黨員人數最多的政黨。對於帶病在身的的他是否參與2008年立法會選舉，馬力指先看來年的香港區議會選舉的結果再作決定。明報大公報

## 11月25日
- 墨西哥瓦哈卡市抗議者向防暴警察投擲焰火，並縱火焚燒政府建築物，並因此引發與警方衝突。官方通訊社報導，要求瓦哈卡州州長魯伊茲辭職的抗議者中有九人受傷。路透社
- 斯里蘭卡衛生部門一名高級官員稱，該國證實出現了一種由蚊傳播的基孔肯雅熱。路透社
- 第43届金马奖闭幕，最佳劇情片《父子》，最佳導演陈可辛（《如果·愛》），最佳男主角郭富城（《父子》），最佳女主角周迅（《如果·愛》）。新浪（页面存档备份，存于）新华网（页面存档备份，存于）

## 11月24日
- 盧旺達宣布與法國斷交，以抗議一名法國法官要求盧國總統卡加美（Paul Kagame）為其涉及殺害一名前領袖而受審。該次事件曾經引發該國一場種族大屠殺。路透社
- 在北愛爾蘭，新教徒極端份子米高·史東闖進議會大樓，企圖阻止議員繼續討論北愛自治問題。最後他被保安人員制服。保安人員除了在他身上檢出利刀、手槍外，並且從他的袋中檢獲6個爆炸品。BBC新聞（页面存档备份，存于）星洲日報（页面存档备份，存于）台視新聞大紀元（页面存档备份，存于）
- 利特維年科中毒事件：
  - 俄羅斯總統普京出席在芬蘭舉行的歐盟首腦會談後，否認俄治安部門涉嫌參與毒殺前特工利特維年科，要求英國政府不要誇大這一事件，並表示願意和英國當局合作調查。明報
  - 利特維年科友人宣讀的一項聲明，指控俄羅斯總統普京謀殺利特維年科。明報路透社
  - 英國當局承認在倫敦幾處地方發現釙殘餘物，又召開緊急會議，應付污染物可能導致廣泛人命傷亡的危機，呼籲事發後出入過肇事地點的人士儘快與健康部門聯絡。明報凤凰网
- 聯合國反酷刑委員會宣稱，他們收到了多份報告，指控俄羅斯軍隊在車臣秘密拘留中心等地動用酷刑。路透社
- 由於波蘭堅持否決任何歐俄的夥伴協議，所以俄羅斯總統普京和歐盟舉行高峰會中，雙方不會对此進行磋商。明報
- 北京市高级人民法院就程翔案进行二审公开宣判，驳回程翔的上诉并维持原判。程翔因间谍案被判有期徒刑五年 。BBC中文网（页面存档备份，存于）、德国之声（页面存档备份，存于）、自由亚洲电台[]
- 韩国农林部证实，京畿道平澤市發生低致病性禽流感，而稷山的一所養雞場，連續三天有大量雞死亡。日本政府為了安全起見暫停輸入南韓的雞肉。新華網（页面存档备份，存于） 中時電子報[永久]番薯藤新聞（页面存档备份，存于）
- 李政道教授从事物理研究六十年学术思想研讨会在北京举行。中共中央政治局常委、国务院总理温家宝出席会议。新华网（页面存档备份，存于）

## 11月23日
- 巴勒斯坦官員表示，主要派系提出交換條件，表示他們願意停止向以色列發射火箭，但以色列也要中止所有在加薩走廊及約旦河西岸佔領區的攻擊行動。不過以色列政府官員已回絕這項提議，要求他們先放下武器。路透社
- 當選舉委員會主席在14政黨聯盟的壓力下宣布暫時卸任後，孟加拉14政黨聯盟的支持者，在首都達卡舉行勝利遊行，為期四天的霸佔路權活動也宣告結束。聯盟表示，將持續施壓目前的過渡政府，以重新組織選委會。路透社
- 巴黎聖日耳門於歐洲足協杯分組賽中，主場迎戰特拉維夫夏普爾隊的球賽結束後引發騷亂，一名聖日耳門球迷中槍死亡，另有一人受傷。明報
- 在英國，疑被落毒的俄羅斯前特工利特維年科，在倫敦一間醫院搶救多日後，終告不治。明報路透社（页面存档备份，存于）
- 台灣外交部發言人稱，剛在11月7日尼加拉瓜大選勝出的新任總統奧蒂嘉表示，將與台灣維持外交關係。路透社
- 伊拉克首都巴格达的什叶派居住区萨德尔城发生连环爆炸，造成至少160人死亡，257人受伤。这是2003年美国入侵以来，伊拉克发生的伤亡最为惨重的袭击事件。中国日报（页面存档备份，存于）

## 11月22日
- 中国公布的中国艾滋病最新流行现状报告显示，截至2006年10月31日為止，中国内地历年累计报告艾滋病183733例，其中艾滋病病人40667例，死亡12464例。中新社

- 荷蘭議會選舉開始。新華網 Archive.today的存檔，存档日期2012-07-28

- 日本前首相森喜朗獲得台灣政府贈勳。日本外務省發言人說：中國透過日本駐北京大使館，表示反對森喜朗訪問台灣。自由電子報中時電子報[永久]

- 加拿大總理史蒂芬·哈珀向國會提案，宣佈將承認法語系的魁北克省為加拿大的國中之國，震驚國會。自由電子報

## 11月21日
- 联合国安理会同意设立审理哈里里遇害案国际法庭。新华网（页面存档备份，存于）
- NASA宣布，已无法再与超期服役的火星环球勘测者探测飞船联系，其使命很可能就此结束。新华网 Archive.today的存檔，存档日期2013-04-28
- 尼泊爾政府和毛派叛軍正式簽署協定，結束持續十年的內戰。路透社
- 黎巴嫩工業部長皮埃尔·杰马耶勒（Pierre Gemayel）在貝魯特北部市郊被人暗殺喪生，當地人指事件與敘利亞有關。明報新华网（页面存档备份，存于）
- 参加国际热核聚变实验反应堆计划（简称国际热核计划，英文缩写ITER）的欧盟、中国、美国、日本、韩国、俄罗斯和印度在法国总统府正式签署了联合实验协定及相关文件。新华网
- 中国先锋派艺术家刘小东的油画《三峡新移民》，在北京保利2006秋季拍卖会以2200万元成交，刷新了中国当代艺术品拍卖的世界纪录。新华网 Archive.today的存檔，存档日期2013-04-28
- 伊拉克与叙利亚两国外交部长签署协议，正式恢复自1982年中断的外交关系（英语：Iraq–Syria relations）。新华网 Archive.today的存檔，存档日期2013-04-28

## 11月20日
- 美國地球物理學會公佈的報告顯示，大氣中的甲烷增長在最近幾年已經降至近乎零，顯示溫室氣體和全球暖化是可以被控制的。路透社
- 第34届国际艾美奖在美国纽约颁奖。新华网
- 《禁止生物武器公约》第六次审议大会在日内瓦万国宫开幕。新华网（页面存档备份，存于）
- 秘魯南部塔克納省發生5.2級地震。Yahoo!新聞新华网（页面存档备份，存于）
- 日本首相安倍晉三表示，他已向中國國家主席胡錦濤保證日本不會購置核武器，也以歷史經驗呼籲其他擁有核武的國家減少軍火。路透社
- 德國西北部小鎮埃姆斯代滕發生校園槍擊案，一名18歲的退學學生闖進一所中學，開槍打傷8人，包括6名學生，1名女教師及1名教職員。特警其後攻入校園，發現槍手死亡，身旁遺下爆炸品，傷者全部傷勢輕微。星島环球在线

## 11月19日
- 倫敦警察廳透露，前俄羅斯特工利維恩科（Aleksander Litvinenko）於11月1日，在倫敦一間壽司店，懷疑被一名意大利人在食物中加入致命金屬鉈使其中毒，情況嚴重，軍情五處已經開始協助警方調查。明報路透社新民晚报（页面存档备份，存于）
- 格魯吉亞表示，不會與俄羅斯達成世貿協議，令俄羅斯可以加入世界貿易組織。明報今晚报（页面存档备份，存于）
- 亞太經合組織非正式會議結束，《河內宣言》呼籲全球貿易自由化、處理北韓核問題及完成世界貿易組織多哈回合談判。明報新华网（页面存档备份，存于）
- 日本岡山縣發生列車出軌意外，一列JR津山線列車從牧山站駛往玉柏站途中翻側出軌，火車司機連同25名乘客全部受傷，其中2人傷勢嚴重。星島
- 2006年网球大师杯赛落幕，罗杰·费德勒夺单打冠军，双打冠军为乔纳斯·比约克曼和麦克斯·米尔尼。masters-cup.com（页面存档备份，存于）
- 任天堂新推出的Wii游戏机开始在美国销售。BBC中文网（页面存档备份，存于）新华网（页面存档备份，存于）
- 在台灣，「二○○六年中華民國高雄市長選舉電視辯論會」在高雄市舉行，民進黨陳菊、國民黨黃俊英、台聯羅志明三位候選人首次同台進行市政辯論。聯合報
- 日本沖繩縣知事選舉結果出爐，執政聯盟推舉的候選人仲井真弘多，以兩萬多票之差險勝反對黨推舉的候選人糸數慶子。由於糸數慶子主張大幅減少駐沖繩美軍人數，被視為沖繩縣人民對駐日美軍支持與否的公投。明報

## 11月18日
- 澳洲墨爾本舉行G20財長峰會，穿白色衣服的反貧窮示威者衝擊警方防線，警方用警棍驅趕示威者，一名警員受傷，兩名示威者被捕。明報江淮晨报
- 亚太经合组织第十四次领导人非正式会议在越南河内开幕。搜狐网（页面存档备份，存于）
- 中國國民黨籍的中華民國台中市長胡志強為國民黨候選人助選後發生車禍，胡志強夫人邵曉鈴重傷，需要左小臂截肢。明報
- Sony PlayStation 3 發行。

## 11月17日
- 德国重离子研究中心为该中心发现的迄今为止最重要的化学元素111举行命名仪式，正式将其命名为“錀”（Rg），以纪念发现伦琴射线的第一位诺贝尔物理学奖获得者威廉·伦琴。 科技日报 Archive.today的存檔，存档日期2013-04-28
- 韓國社會輿論機構公佈的民調顯示，南韓總統盧武鉉的支持率已降到11%的新低，民眾普遍不滿他在經濟和對北韓政策的處置不當。路透社
- 荷蘭人民報報導，派駐伊拉克的荷蘭軍隊在2003年11月盤問俘虜時曾虐待他們。明報中国日报（页面存档备份，存于）
- 联合国秘书长科菲·安南表示，苏丹原则上同意由联合国与非洲联盟共同派遣维和部队到达尔富尔。BBC中文网（页面存档备份，存于）中新网
- 經過短暫的開放，中國逐漸封鎖維基媒體基金會旗下的各計畫網站。 CNN（页面存档备份，存于）
- 代表台灣出席越南APEC會議的領袖代表張忠謀，搭乘空軍一號飛抵越南。東森新聞報（页面存档备份，存于）

## 11月16日
- 南太平洋島國東加首都努庫阿洛法發生反政府騷亂，有暴民趁機搶掠華人商舖，數十名華人向中國大使館求助。明報新华网（页面存档备份，存于）
- 韩国統一部宣布，朝鲜奧林匹克委員會委員長文才德透過板門店向韩国奧林匹克委員會委員長金正吉建議，希望两国代表團能夠一同進入2006年多哈亞運會會場，和組織两国聯隊參加2008年北京奧運會。星島
- 載有129人和8名機組人員，編號EF 306的台灣遠東航空波音757班機準備降落韓國濟州島時，空中防撞系统突然響起，迫使飛機改變航道，造成16名乘客和5名機組人員，共21人受傷。路透社
- 塞戈莱纳·罗亚尔贏得法國社會黨的提名，角逐2007年法国总统选举。BBC新聞（页面存档备份，存于）新华网（页面存档备份，存于）
- 南希·佩洛西由美國民主黨一致同意提名成為美國眾議院的下一任議長。佩洛西的副手、馬里蘭州眾議員霍耶競選多數黨領袖擊敗了賓州眾議員穆爾沙。路透社新华网（页面存档备份，存于）
- 荷蘭衛生與環境部的發言人指一名男孩在兩星期前感染新型變種克雅二氏症（vCJD）死亡，成為該國第二宗感染瘋牛症死者。

## 11月15日
- 约瑟夫·卡比拉赢得刚果民主共和国总统大选，竞争对手让-皮埃尔·本巴表示反对，最终结果有待法院确认。BBC（页面存档备份，存于）
- 卡塔尔半岛卫星电视网英语频道正式开播，成为总部设在中东地区的第一家全球性英语新闻频道。新华网半岛电视台（页面存档备份，存于）
- 日本北海道以北俄属千島群島海域發生芮氏規模8.1強震，周边区域被发布海嘯警报，事实上仅引发日本沿海小型海啸。Yahoo!日本[]香港天文台中央社[]新华网（页面存档备份，存于）維基新聞
- 在举行的全球气候大会上，联合国秘书长科菲·安南批评在处理气候变暖这个重大问题上的缺乏领导，敦促美国、中国等国家采取措施进一步减少温室气体的排放，并宣布了一项协助发展中国家特别是非洲国家得到更多用于开发洁净能源的拨款的计划。BBC（页面存档备份，存于）、BBC英文（页面存档备份，存于）、路透社（页面存档备份，存于）
- 美國國會圖書館館長詹姆士·畢靈頓博士宣布台灣中央研究院院士余英時與美國非裔歷史學家約翰·霍普·弗蘭克林共同獲得克魯格人文與社會科學終身成就獎。中國時報[永久]
- 美國破獲歷來最龐大的網上賭博集團，拘捕27人，涉及賭款33億美元。明報中新网 Archive.today的存檔，存档日期2013-04-28
- 中國駐印度大使孫玉璽13日向印度傳媒表示中國擁有與印度有主權爭議的阿魯納恰爾邦主權，引發外交風波，阿魯納恰爾邦行政長官要求中國召回孫玉璽。大陽報（页面存档备份，存于）凤凰网凤凰网

## 11月14日
- 數十名身穿警服的武裝人士分乘20輛汽車，闖入伊拉克巴格達市卡拉達區的高等教育部一棟大樓，花了大約20分鐘，就綁走了百餘人後乘車離去。新浪新聞（页面存档备份，存于） 東方網（页面存档备份，存于） 新華網 Archive.today的存檔，存档日期2013-04-28路透社
- 南非国民议会通过了同性婚姻合法化的相关法案，从而可能使南非成为非洲首个承认“同性婚姻”的国家。爱白网中央社[]BBC（页面存档备份，存于）南非Cape Argus（页面存档备份，存于）
- 中華民國台北市政府召開記者會指出，台北市政府查出馬英九特別費中，也有使用他人發票報帳情事。自由電子報

## 11月13日
- 日本狂牛症确诊病例增至30例。新华网 Archive.today的存檔，存档日期2013-04-28
- 黎巴嫩内阁召开会议，通过了联合国关于就前总理哈里里遇害案建立国际法庭的提案。新华网 Archive.today的存檔，存档日期2013-04-28
- 乌克兰“季莫申科联盟”领导人尤里娅·季莫申科正式宣布将参与竞逐2009年乌克兰总统选举。中国日报 Archive.today的存檔，存档日期2013-04-28环球在线[]
- 台灣民進黨立委李文忠以及林濁水上午召開聯合記者會，哽咽宣佈請辭立委，並向選民道歉。東森新聞報（页面存档备份，存于）
- 昇陽微系統公司宣布，由来年3月開始把該公司開發的Java技術逐步開放，在互聯網上讓任何人自由及免費使用，但小型的袋裝式工具所使用的軟件原碼則例外。星島
- 格魯吉亞南奧塞梯地區總統科科伊季宣布公投結果，大多數選民都支持南奧塞梯獨立。明報新华网（页面存档备份，存于）
- 華盛頓時報報導：一艘中國潛艦10月底在太平洋跟蹤美國航空母艦小鷹號，直到小鷹號進入其攻擊範圍內時才浮出水面。自由電子報東森新聞報（页面存档备份，存于）
- 新加坡總理李顯龍表示，由於受全球化的影響，令社會發展受壓，政府會把銷售稅由5%增至7%。明報中新社（页面存档备份，存于）

## 11月12日
- 《战争遗留爆炸物议定书》正式生效。新华网
- 聯合國特使甘巴里在緬甸會見反對派領袖昂山素季後，表示昂山素姬的身體良好，但需要多些定期檢查。此行的目的，主要是迫使軍方釋放昂山素姬。明報
- 1913年7月14日出生的美國前總統傑拉爾德·福特年紀達93歲121天，超越兩年前過世的朗奴列根，成為最長壽的美國總統。路透社
- 日本共同社報導，隸屬於聯合國教科文組織的合作機構國際古遺址理事會的德國考古隊在阿富汗中部巴米揚省大佛遺址的大佛石雕殘塊當中，發現寫在樺樹皮上的梵文佛經，寫經的字母，是六、七世紀通行於印度北部、巴基斯坦與阿富汗的吉爾吉特/巴米揚第一類字母。中國時報、聯合報
- 中文維基百科成為第12個突破10萬條目數的維基百科語言版本。

## 11月11日
- 美国一票否决了联合国安理会一份谴责以色列较早前袭击加沙，导致18名平民死亡的决议草案，这是美国第82次使用否决权。BBC中文网（页面存档备份，存于）新华网（页面存档备份，存于）
- 海峡两岸关系协会告知海峽兩岸人民服務中心，兩名台灣商人涉嫌在大陸從事間諜活動被捕，已進入司法程式。新浪網（页面存档备份，存于）

## 11月10日
- 亞洲18國在南韓釜山簽署「泛亞鐵路」（TAR）協議。自由電子報
- 美國與日本動員100艘軍艦，在九州週邊海域舉行此年規模最大的聯合軍事演習。外界都認為兩國的假想敵應該是北韓。東森新聞報（页面存档备份，存于）
- 中國農業部反駁香港大學微生物學系副教授管軼指南方地區出現H5N1禽流感變種為福建型病毒的講法，無任何根據，並指他的引用數據不真實，研究方法不科學，作出的推測不成立。管軼對此事不作回應。港台1（页面存档备份，存于）港台2（页面存档备份，存于）新浪网（页面存档备份，存于）
- 巴勒斯坦哈馬斯政府總理伊斯梅尔·哈尼亚表示，如果可以令西方國家恢復經濟援助巴勒斯坦人民，他願意辭職。星島日報新华网（页面存档备份，存于）
- 美国洛杉矶警察局证实，兩名洛杉磯警察在8月11日拘捕一名幫派嫌犯，替他上手銬時，其中一名警察涉嫌對著他的臉打了好幾拳，令他無法呼吸。有關片段被放上YouTube分享，美國聯邦調查局正對此事進行調查。路透社新华网（页面存档备份，存于）
- 中國四川省廣安市有约二千名群眾對第二人民醫院發動攻擊。自由電子報中時電子報[永久]

## 11月9日
- 美國華裔花式溜冰冠軍關穎珊獲美國國務卿賴斯任命為首位公眾外交大使，到各地宣揚美國的價值觀。明報
- 聯合國發展計畫公佈人類發展指數，挪威、冰島、澳洲、愛爾蘭和瑞典是全球五個最適合居住國家，香港排名22，新加坡排名25，中國排名81，台灣則沒有被列入評比。路透社
- 世界卫生大会投票任命中国的陈冯富珍为世界卫生组织新任总干事。陈成为首位担任联合国专门机构最高负责人的中国人。新华网（页面存档备份，存于）新华社电 Archive.today的存檔，存档日期2013-04-28路透社电（页面存档备份，存于）
- 中華民國前中央研究院院長李遠哲發表公開信，呼籲總統陳水扁「慎重考慮去留的問題」。他期望陳水扁及民進黨在「小我」與「大我」、「政黨」與「國家」之間，做出正確的抉擇。中時電子報[]
- 中國廣東官方派出上千名武裝鎮暴警察，以催淚彈和棍棒強硬驅離順德三洲之抗議民眾。中時電子報
- 非洲桑給巴爾政府开始实施由總統卡魯姆提出的法案，嚴禁生產、入口、使用或製造膠袋，以拉菲亞樹葉纖維袋代替。違者最高可判監1年及罰款2000美元。明報Reuters（页面存档备份，存于）

## 11月8日
- 马来西亚前首相马哈迪·莫哈末因心脏病发作，而被送入国家心脏中心（IJN）。惟媒体被告知，马哈迪只是轻微的心脏病发作，情况稳定。
- 世界卫生组织执行委员会提名中华人民共和国政府推荐的候选人陈冯富珍女士担任世卫组织下任总干事。明報BBC（页面存档备份，存于）
- 2006年美國期中選舉：
  - 民主黨重奪失去十二年之久的眾議院控制權。明報即時新聞自由電子報
  - 參議院方面，共和黨在維吉尼亞州的候選人承認落敗，民主黨得到了關鍵的第六席，重掌參議院。CNNBBC（页面存档备份，存于）
  - 美國國防部長拉姆斯菲爾德辭職。总统布什提名曾任中央情报局局长的罗伯特·盖茨接任。CNN新华网（页面存档备份，存于）
- 尼泊爾共產黨 (毛派)和尼泊尔政府达成协议，放弃武装斗争，加入政府。NDTV（页面存档备份，存于）新华网 Archive.today的存檔，存档日期2013-04-28

## 11月7日
- 桑地诺民族解放阵线（桑解阵）总书记丹尼尔·奥尔特加在2006年尼加拉瓜总统选举中获胜。新华网
- 美國舉行期中選舉。CNN（页面存档备份，存于）新华网 Archive.today的存檔，存档日期2013-04-28
- 經過48輪投票，巴拿馬當選聯合國安全理事會非常務理事國。國際先驅論壇報（页面存档备份，存于）新华网（页面存档备份，存于）
- 在日本時間下午一時突然出現龍捲風襲擊北海道猿澗湖鄰近地區，最少有9人死，12人受傷。台灣央廣新聞
- 联合国安全理事会非常任理事国选举：委内瑞拉与危地马拉经47轮投票相持不下后，双方同意由巴拿马出任代表拉丁美洲及加勒比海的席次。

## 11月6日
- 中华人民共和国外汇储备增至约1兆美元。新华网 Archive.today的存檔，存档日期2013-04-28
- 世界卫生组织执行委员会确定5名新一届总干事候选人，其中包括中国政府推荐的来自香港特别行政区的候选人陈冯富珍女士，日本推荐的、现任世卫组织西太平洋地区主任的尾身茂，墨西哥推荐的卫生部长胡利奧·弗倫克，西班牙推荐的卫生大臣埃莱娜·萨尔加多和科威特推荐的卡齐姆·巴哈巴哈尼博士。新华网（页面存档备份，存于）
- 巴黎450名公交司机罢工影响117条路线。新浪网（页面存档备份，存于）
- 聯合國全球氣候變遷會議於肯尼亞首都奈洛比召開。UNFCCC（页面存档备份，存于）
- 國際透明組織公布全球貪腐印象指數報告，在列入評比的163個國家和地区當中，芬蘭、冰島和紐西蘭並列第一，是最清廉國家。台灣與以色列並列第34名，屬於中度清廉。中國則名列第70。東森新聞報（页面存档备份，存于）
- 埃莫马利·拉赫莫诺夫在大选中获得胜利，再次当选塔吉克斯坦总统。
- 《聯合國氣候變化綱要公約》第12屆締約方會議召開。

## 11月5日
- 伊拉克前總統薩達姆·侯賽因被判死刑。BBC（页面存档备份，存于）新华网（页面存档备份，存于）

## 11月4日
- 中非合作论坛北京峰会在北京召开，中华人民共和国主席胡锦涛，48个非洲国家的元首、政府首脑或代表，非洲联盟委员会主席科纳雷以及地区和国际组织的代表出席。中国日报（页面存档备份，存于）央视国际（页面存档备份，存于）

## 11月3日
- 中非合作论坛第三届部长级会议在北京开幕。新华网（页面存档备份，存于）
- 台湾检方認定總統陳水扁與其妻吳淑珍涉嫌貪污及偽造文書罪，吳淑珍等4人涉及國務機要費案被提起公訴，陳水扁则可能將於卸任後由檢方追訴。明報即時新聞中国广播公司[]自由電子報

## 11月2日
- 法国国家科学研究中心宣布，法国科学家成功破译了草履虫的基因组。新华网
- 由世界卫生组织主办、在日本筑波市举行的“经穴部位国际标准化正式会议”上，中日韩等9个国家就针灸中使用的穴位位置制定了世界统一的标准。新华网（页面存档备份，存于）
- 伊朗在波斯湾展开大型军演，并宣布试射了射程达2000公里的“流星3”型导弹。新华网（页面存档备份，存于）

## 11月1日
- 危地马拉和委内瑞拉同意共同放弃竞选联合国安理会非常任理事国。新华网 Archive.today的存檔，存档日期2013-04-28
- 2006泰国国际园艺博览会在泰国北部旅游胜地清迈市开幕。新华网 Archive.today的存檔，存档日期2013-04-28
- 朝鲜宣布将重返六方会谈，但前提条件是朝鲜和美国在六方会谈框架内讨论解除金融制裁问题。新华网（页面存档备份，存于）